# Saint-Vallier-de-Thiey
Saint-Vallier-de-Thiey là một xã ở tỉnh Alpes-Maritimes, vùng Provence-Alpes-Côte d'Azur ở đông nam nước Pháp.